# Mercedes-Benz W112
O Mercedes-Benz W112 é um automóvel de luxo produzido pela Mercedes-Benz de 1961 a 1967. Comercializado como 300SE, estava disponível como sedã padrão (sua forma principal), sedã alongado (Lang) e cupê e conversível.
O sedã é baseado no chassi e na carroceria do Mercedes-Benz W111. O cupê/conversível 300SE foi lançado em fevereiro de 1962 e compartilha sua carroceria e interior mais contidos e elegantes, projetados por Paul Bracq, com o cupê/conversível Mercedes-Benz W111 220SE. O sedã 300SE "Lang", com distância entre eixos alongada, surgiu em março de 1963 e foi renomeado 300SEL em 1964.
Esses carros de luxo foram o topo de linha da Mercedes até o lançamento da série 600, muito maior e ultraluxuosa, em 1963. Eles eram equipados com o motor M189 big block de seis cilindros e 3,0 litros com injeção eletrônica, o maior da empresa na época do lançamento do modelo. Todos os acabamentos eram superiores em madeira e couro ao do W111 correspondente e possuíam itens de luxo de série, como direção hidráulica, transmissão automática e suspensão pneumática autonivelante, um aprimoramento do sistema mecânico baseado em barra de torção ativado no painel do antigo carro-chefe Mercedes-Benz 300d Adenauer.